# Tom Clancy's Ghost Recon: Shadow Wars
Tom Clancy's Ghost Recon: Shadow Wars é um jogo eletrônico do gênero táticas por turnos desenvolvido para Nintendo 3DS pelos estúdios da Ubisoft de Sófia sob a direção criativa de Julian Gollop que foi publicado pela primeira vez, na Europa, pela Ubisoft, em 25 de março de 2011. Shadow Wars faz parte da série Ghost Recon. As primeiras imagens do jogo foram disponibilizadas pelo site IGN em dezembro de 2010. Foi lançado em 27 de março na América do Norte, 31 março na Austrália e posteriormente em 19 de maio de 2011, no Japão.